# Jakub Martusiewicz
Jakub Martusiewicz herbu Łabędź (zm. 26 stycznia 1833 roku), duchowny greckokatolicki, doktor prawa kanonicznego. Ordynariusz łucko-ostrogski (1814-1826) i arcybiskup połocki od 1826 do śmierci (administrator eparchii w latach 1823-1826).